# Johannes Scherbius
Johannes Scherbius (1769-1813) fue un botánico, micólogo y briólogo alemán.
Scherbius fue coautor con G. Gaertner (1754-1825) y con B. Meyer (1767-1813) de Oekonomisch-technische Flora der Wetterau (1799-1802, 3 vols. [vol. 1 (VI-VII.1799); vol. 2 (V-VII.1800); vol. 3(1) (I-VI.1801); vol. 3(2) (1802)], que dieron los nombres científicos de numerosas especies vegetales. 
Sus colecciones botánicas se guardan en el Senckenberg Herbarium.
- La abreviatura «Scherb.» se emplea para indicar a Johannes Scherbius como autoridad en la descripción y clasificación científica de los vegetales.[3]